# Schnittzahl (Algebraische Geometrie)
In der algebraischen Geometrie ist die Schnittzahl, Vielfachheit oder Schnittmultiplizität eine Eigenschaft eines Schnittpunktes zweier ebener algebraischer Kurven. Es ist eine positive, ganze Zahl, die angibt, wie oft ein Schnittpunkt in bestimmten Kontexten gezählt werden muss. 
Anschaulich misst die Schnittzahl, wie "eng" die beiden Kurven sich im Schnittpunkt berühren. So ist z. B. die Schnittzahl der beiden Kurven {\displaystyle y=x} und {\displaystyle y=x^{2}} im Ursprung 1, während die beiden Kurven {\displaystyle y=x^{3}} und {\displaystyle y=x^{4}} im Ursprung die Schnittzahl 3 haben.

## Definition
- Sei {\displaystyle k} ein algebraisch abgeschlossener Körper und seien {\displaystyle F} und {\displaystyle G} ebene affine algebraische Kurven in {\displaystyle k^{2}}. Die Schnittzahl von {\displaystyle F} und {\displaystyle G} im Punkt {\displaystyle P\in k^{2}} wird mit {\displaystyle I(P,F\cap G)} bezeichnet und ist definiert durch:

{\displaystyle I(P,F\cap G):=\dim _{k}\left({\mathcal {O}}_{P}(k^{2})/(F,G)\right)}
Dabei bezeichnet {\displaystyle {\mathcal {O}}_{P}(k^{2})} den im Punkt {\displaystyle P} lokalisierten Ring der regulären Funktionen {\displaystyle {\mathcal {O}}(k^{2})} der affinen Varietät {\displaystyle k^{2}}.
- {\displaystyle F} und {\displaystyle G} schneiden sich eigentlich in {\displaystyle P}, wenn sie keine gemeinsame Komponente haben, die {\displaystyle P} enthält.
- {\displaystyle F} und {\displaystyle G} schneiden sich transversal in {\displaystyle P}, wenn {\displaystyle P} ein Einfachpunkt beider Kurven ist und die Tangenten beider Kurven in diesem Punkt verschieden sind.

## Eigenschaften
Die Schnittzahl weist folgende Eigenschaften auf:
1. Falls sich {\displaystyle F} und {\displaystyle G} in {\displaystyle P} eigentlich schneiden, ist {\displaystyle I(P,F\cap G)} eine nicht-negative ganze Zahl, ansonsten ist {\displaystyle I(P,F\cap G)=\infty }.
2. {\displaystyle I(P,F\cap G)=0\Longleftrightarrow P\not \in F\cap G}. Es ist {\displaystyle I(P,F\cap G)} nur von den Komponenten von {\displaystyle F} und {\displaystyle G} abhängig, welche durch {\displaystyle P} gehen.
3. Sei {\displaystyle T} eine affine Koordinatentransformation von {\displaystyle k^{2}} mit {\displaystyle T(Q)=P}, dann gilt: {\displaystyle I(P,F\cap G)=I(Q,F\circ T\cap G\circ T)}
4. {\displaystyle I(P,G\cap F)=I(P,F\cap G)}
5. {\displaystyle I(P,F\cap G)\geq m_{P}(F)\cdot m_{P}(G)} mit Gleichheit genau dann, wenn {\displaystyle F} und {\displaystyle G} in {\displaystyle P} keine gemeinsamen Tangenten haben.
6. Falls {\displaystyle F=\prod _{i=1}^{n}F_{i}^{r_{i}}} und {\displaystyle G=\prod _{i=1}^{m}G_{j}^{s_{j}}}, dann gilt: {\displaystyle I(P,F\cap G)=\sum _{i,j}r_{i}s_{j}I(P,F_{i}\cap G_{j})}
7. {\displaystyle I(P,F\cap G)=I(P,F\cap (G+AF))\quad \forall A\in {\mathcal {O}}(k^{2})}
8. Wenn {\displaystyle P} ein Einfachpunkt von {\displaystyle F} ist, dann gilt {\displaystyle I(P,F\cap G)=\mathrm {ord} _{P}^{F}(G)}.
9. Wenn {\displaystyle F} und {\displaystyle G} keine gemeinsamen Komponenten haben, so gilt: {\displaystyle \sum _{P\in k^{2}}I(P,F\cap G)=\dim _{k}\left({\mathcal {O}}(k^{2})/(F,G)\right)}

Durch diese Eigenschaften ist die Schnittzahl zugleich eindeutig bestimmt.

## Beispiel
Sei {\displaystyle k} ein algebraisch abgeschlossener Körper von Charakteristik {\displaystyle 0} und {\displaystyle F=(X-1)(Y^{2}-X^{3})^{2}} sowie {\displaystyle G=(X-1)^{2}(Y^{2}-X^{3}-X^{2})}. Man findet folgende Schnittpunkte:
- {\displaystyle (1,y),\;y\in k}. In diesem Fall liegen die Punkte in einer gemeinsamen Komponente {\displaystyle X-1} von {\displaystyle F} und {\displaystyle G}, also gilt: {\displaystyle I((1,y),F\cap G)=\infty }
- {\displaystyle (0,0)}: Unter Benutzung der Eigenschaften der Schnittzahl berechnet man:

{\displaystyle I((0,0),F\cap G)=I((0,0),(Y^{2}-X^{3})^{2}\cap (Y^{2}-X^{3}-X^{2}))}
{\displaystyle =2\cdot I((0,0),(Y^{2}-X^{3})\cap (Y^{2}-X^{3}-X^{2}))=2\cdot I((0,0),(Y^{2}-X^{3})\cap X^{2})}
{\displaystyle =2\cdot m_{(0,0)}(Y^{2}-X^{3})\cdot m_{(0,0)}(-X^{2})=2\cdot 2\cdot 2=8}

## Satz von Bézout
Durch Einführen homogener Koordinaten lässt sich Definition der Schnittzahl auf projektive ebene Kurven ausdehnen. Der Satz von Bézout besagt dann, dass für projektive ebene Kurven {\displaystyle F,G} ohne gemeinsame Komponenten gilt:
{\displaystyle \sum _{P\in \mathbb {P} ^{2}(k)}I(P,F\cap G)=\deg F\cdot \deg G}
Hierbei ist {\displaystyle \deg H} der Grad des homogenen Polynoms, das die projektive Kurve {\displaystyle H} definiert.
Beschränkt man sich auf affine ebene Kurven ohne gemeinsame Komponenten, gilt hingegen nur die Ungleichung:
{\displaystyle \sum _{P\in k^{2}}I(P,F\cap G)\leq \deg F\cdot \deg G}

## Verallgemeinerung
Eine Verallgemeinerung auf Varietäten höherer Dimensionen ist möglich, siehe dazu das mit dem Leroy P. Steele Prize ausgezeichnete Werk „Intersection Theory“ von William Fulton.